# Tityus nematochirus
Espèce
Synonymes
- Tityus meridanus Gonzalez-Sponga, 1981

Tityus nematochirus est une espèce de scorpions de la famille des Buthidae.

## Distribution
Cette espèce se rencontre en Colombie, au Pérou et au Venezuela.

## Description
Tityus nematochirus mesure de 50 à 90 mm.

## Systématique et taxinomie
Cette espèce a été décrite par Mello-Leitão en 1940. Tityus meridanus a été placée en synonymie par Kovařík en 2007.

## Publication originale
- Mello-Leitão, 1940 : « Um Pedipalpo e dois Escorpioes da Colombia. » Papeis Avulsos do Departamento de Zoologia Secretaria de Agricultura Sao Paulo, vol. 1, p. 51-56.